# خطأ الملاحظة

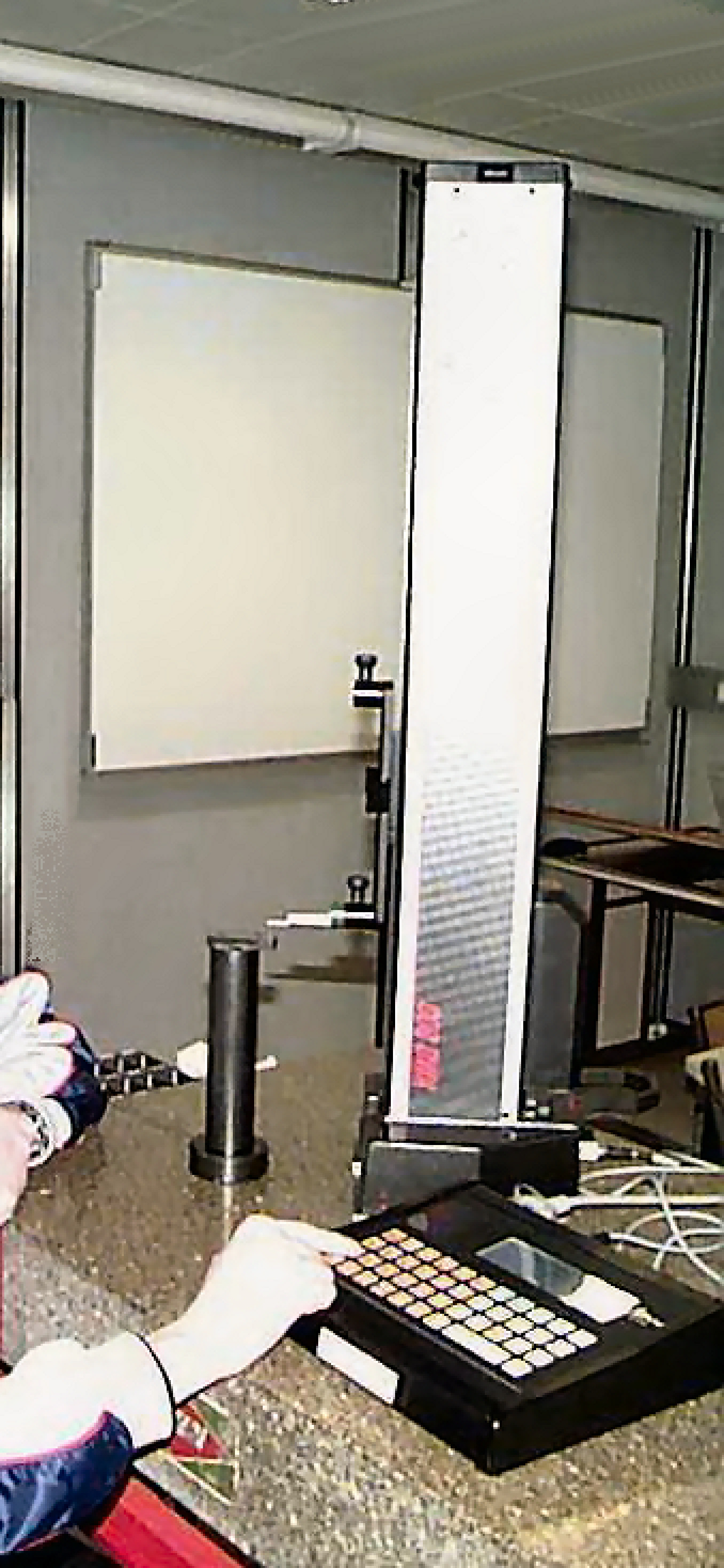

خطأ الملاحظة هو الفرق بين القيمة المقاسة لكمية وقيمتها الحقيقية.
وتنقسم أخطاء القياس إلى مركبتين: الخطأ العشوائي، والخطأ النظامي.
ويقع الخطأ العشوائي عندما يؤدي تكرار القياس إلى نتائج غير متسقة مع بعضها، وذلك على الرغم من أن الكمية أو الخاصية المقاسة ثابتة لاتتغير. أما الخطأ النظامي فهو لا يخضع لقوانين الصدفة، بل إنه يظهر بشكل متكرر ومتناسق، ويمكن التعبير عنه بمفهوم الدقة المتأصلة في أداة القياس أو النظام الخاضع للدراسة (والدقة هي أصغر قيمة يمكن قياسها أو رصدها بواسطة أداة القياس أو أداة الرصد). وقد يشير مصطلح الخطأ النظامي أيضًا إلى أخطاء متوسطها الحسابي لا يساوي صفرًا، وفي هذه الحالة فإن أخذ متوسط القياسات لا يعالج أو يخفف من تأثير هذا الخطأ.

## العلم والتجربة
ومتى يكون مصدر الخطأ في القياس هو العشوائية أو اللايقينية التي يمكن نمذجتها بواسطة أساليب علم الإحصاء، فإن مصطلح «خطأ» في هذه الحالة هو مصطلح إحصائي بحت.
وفي كل مرة نعيد تجربة القياس باستخدام أداة قياس حساسة، نحصل على قراءة تختلف بشكل طفيف عن القراءة السابقة. والنموذج الإحصائي الشائع المتبع في هذه الظروف ينص على أن الخطأ يتكون من جزئين قابلين للجمع:
1. الخطأ النظامي: وهو خطأ يتكرر في كل مرة بصفة ثابتة ومنتظمة، وقيمته تظل ثابتة ما دمنا نستخدم نفس أداة القياس بنفس الطريقة وتحت نفس الظروف.
2. الخطأ العشوائي: وهو خطأ تتغير قيمته مع كل عملية قياس جديدة.

ويطلق على الخطأ النظامي أحيانًا لفظ الانحياز الإحصائي. وفي العادة يمكن التخفيف من وطأته بطرق رياضية قياسية. وتُعد معرفة كيفية استخدام الأدوات القياسية، وطرق القياس المتفق عليها والتي تؤدي إلى تقليل مقدار الخطأ النظامي جزءًا أساسيًا في مرحلة دراسة أساسيات العلوم المختلفة.
أما الخطأ العشوائي فهو بسبب عوامل لايمكن التحكم فيها، أو لا ننوي التحكم فيها. وفي الأغلب ما تكون التكلفة الباهظة هي السبب الرئيسي الذي يمنعنا من التحكم في هذه المؤثرات الخارجية في كل مرة نقوم فيها بإجراء تجربة، أو قياس كمية فيزيائية. وقد يكون سبب الخطأ هو أن أيًا كان الشئ الذي نحاول قياسه يتغير مع الزمن، أو أنه عشوائي في الأصل (مثلما الحال في ميكانيكا الكم، انظر القياس في ميكانيكا الكم). وقد يحدث الخطأ العشوائي أيضًا عندما نحاول استغلال أدوات القياس لأبعد مدى ممكن. فمثلًا، من الشائع جدًا أن يظهر خطأ عشوائي في قراءة الميزان الرقمي، في آخر خانة رقمية بالتحديد. فعند قياس وزن جسم معين قد تتأرجح قراءة الميزان بين القيم 0.9111g، 0.9110g، 0.9112g.

## الفرق بين الخطأ النظامي والخطأ العشوائي
تنقسم أخطاء القياس إلى مركبتين: الخطأ العشوائي والخطأ النظامي.
يظهر الخطأ العشوائي دائمًا في القياس ولا يمكن التخلص منه. وهو نتيجة تذبذبات غير متوقعة بطبيعتها في قراءات جهاز القياس، أو قد يكون نتيحة خطأ بشري في تفسير نتيجة التجربة أو قراءة الجهاز. ويتسبب الخطأ العشوائي في تغير قيمة الكمية المقاسة مع تكرار تجربة القياس حتى وإن كانت تلك الكمية ثابتة. ويمكن تقدير مقدار هذا الخطأ عن طريق تكرار التجربة ومقارنة عدة قراءات مع بعضها البعض. ويمكن تقليله عن طريق أخذ متوسط جميع القراءات. ويرتبط الخطأ العشوائي ارتباطًا وثيقًا بمفهوم دقة القياس. حيث أنه كلما زادت دقة أداة القياس، كلما قل التباين (الانحراف المعياري) في تذبذبات القراءات.
أما الخطأ النظامي فمقداره متوقع، وفي الغالب ما يكون المقدار ثابتًا أو أنه يتناسب مع قيمة القياس الحقيقية. ومن الممكن التخلص من هذا الخطأ عادة في حالة تحديد سببه. وقد يكون سبب هذا الخطأ هو أن معايرة جهاز القياس لم تتم بشكل سليم، أو أن طريقة الرصد خاطئة أو غير مثالية، أو قد يكون بسبب تداخل العوامل البيئية مع عملية القياس. ودائمًا ما يؤثر هذا الخطأ على القياس في إتجاه متوقع. ومن بين الأمثلة على سبب وجود هذا الخطأ هو أن قراءة الجهاز الصفرية لا تساوي الصفر (أو ما يعرف بالخطأ الصفري، وذلك عندما تكون قراءة الميزان أكبر من الصفر رغم أنه لا يوجد شئ على كفته).
وفي عام 2005، نشر المجتمع الأمريكي للهندسة الميكانيكية (ASME) دليلًا بعنوان «اختبار اللايقينية لعام 2005 – الاختبار القياسي في تقييم الأداء 19.1»، وهو عبارة عن كتيب يناقش الأخطاء العشوائية والنظامية بكل تفاصيلها، ويستفيض في شرح الإجراءات والأساليب المتبعة في حساب اللايقينية في الأنظمة المختلفة، وحساب تأثير كل مصدر شك على نتيجة كل قياس بدقة مقبولة.